# Fluorlack

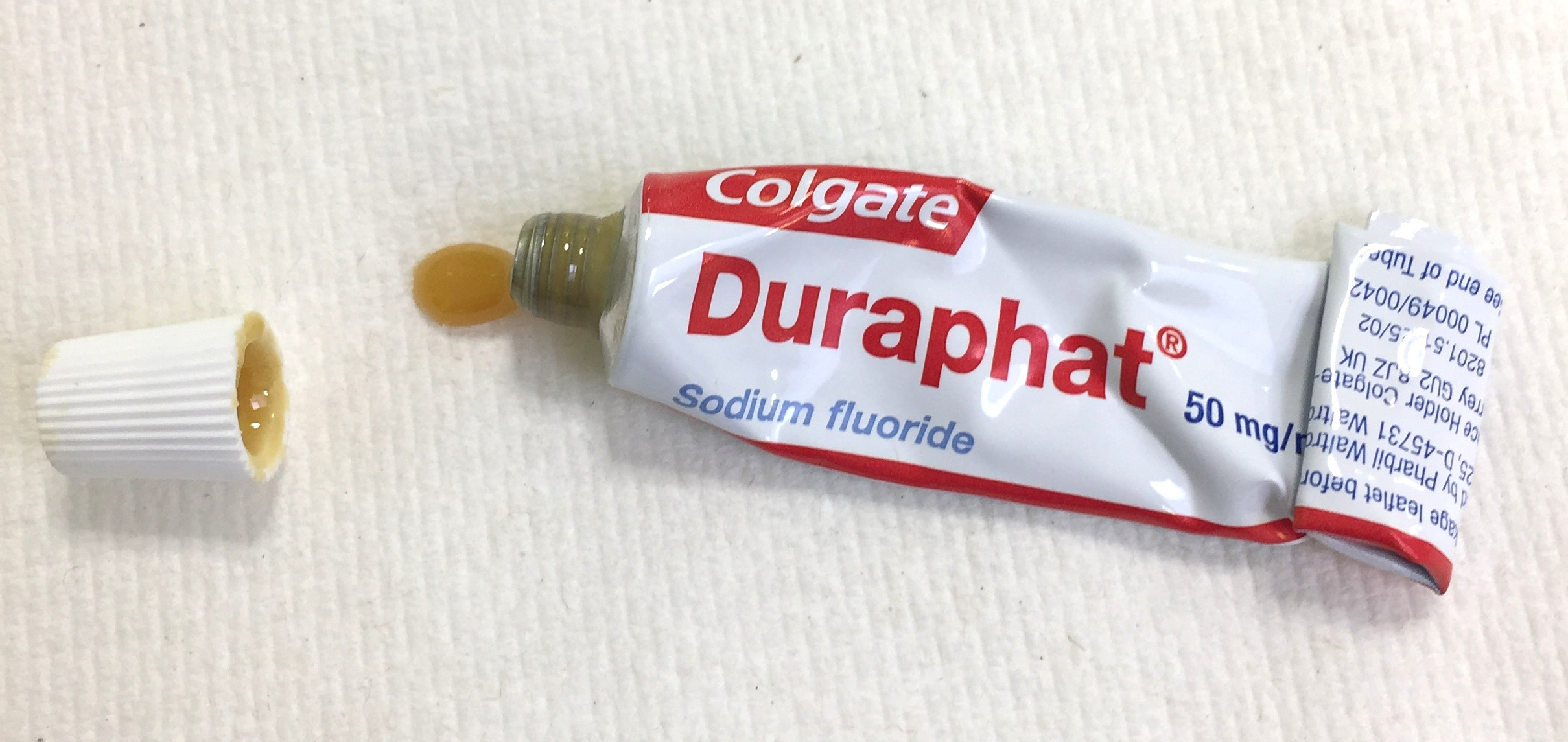
En tub med fluorlack.

Fluorlack, ibland kallat bananlack då den ofta smaksätts med de banansmakande estrarna etyl- eller pentylacetat, är ett sorts lack som används av tandläkare och tandhygienister för att motverka karies. Verkan är för närvarande omstridd. En stor studie som redovisades i Tandläkartidningen (2011) visar inte på några märkbara resultat som kariesprevention, medan andra studier visat en god effekt.